# Каримов, Альви Ахмадович
Альви Ахма́дович Кари́мов (2 октября 1950, Лениногорск, Татарская АССР — 19 октября 2023) — российский журналист, писатель и политический деятель.

## Биография
С марта 2009 до апреля 2020 года пресс-секретарь президента Чеченской Республики, начальник Информационного управления Главы и правительства Чеченской Республики.
Автор и ведущий телепередачи «Диалоги» на спутниковом канале ЧГТРК «Грозный», гостями которой были Рамзан Кадыров, Владимир Путин, Владислав Сурков, Валентина Матвиенко, Рашид Нургалиев, Ирина Роднина, Жан-Клод Ван Дам, Жерар Депардье, Стивен Сигал, Александр Хлопонин, Максим Шевченко, Бувайсар Сайтиев, Андрей Бакланов, Сергей Фурсенко, Одес Байсултанов и другие известные политики, общественные деятели.
В период активных военных действий в конце 1999 — начале 2000 годов был единственным журналистом, передававшим информацию о событиях в Грозном. Тяжело ранен 27 декабря 2002 года в результате теракта перед зданием Дома правительства ЧР.
В 2004 году Каримову присвоено звание «Почётный гражданин Чечни», в 2010 году — звание «Заслуженный журналист ЧР». Награждён орденами Почёта и Ахмата Кадырова, медалями «За заслуги перед Чеченской Республикой» и «За развитие парламентаризма в Чеченской Республике». Обладатель «Гран-при» международного конкурса «Золотое перо». Обладатель премии «Человек года-2014» в номинации «Журналистика», премии Союза журналистов России в номинации «Горячая линия» (1996), премии «За журналистское мужество» (2002), премии «Лучший собственный корреспондент „Интерфакса“».